# Kladruby (Tachov)
Kladruby (in tedesco Kladrau) è una città della Repubblica Ceca facente parte del distretto di Tachov, nella regione di Plzeň.

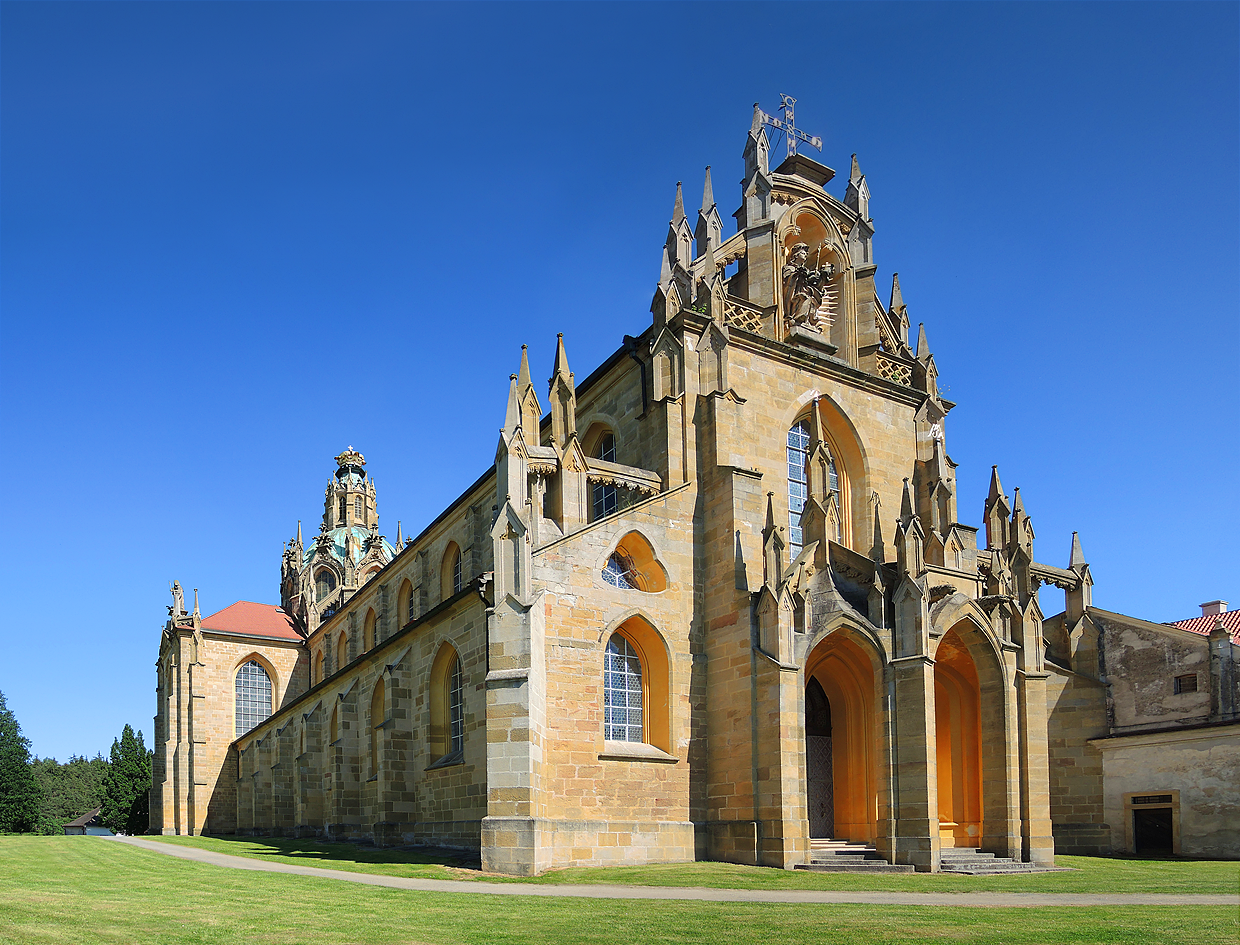
Facciata della chiesa del monastero

## Il monastero di Kladruby
Si tratta di un edificio religioso di assoluto splendore barocco, sebbene al momento si trovi in cattive condizioni. È conservato in condizioni decisamente migliori il capolavoro della chiesa dell'Assunzione della Vergine Maria di Jan Blažej Santini-Aichel.